# Хаано
Хаано (тонг. Haʻano) — остров в Тихом океане в архипелаге Хаапай. Как и весь архипелаг, входит в состав Королевства Тонга. Площадь Хаано составляет 6,58 км².
Остров расположен на северной оконечности атолловой гряды, которая также включает острова Фоа (тонг. Foa) и Лифука (тонг. Lifuka). Он вытянут с юго-востока на северо-запад. Непосредственно к югу от острова расположен небольшой необитаемый островок Нукунамо (тонг. Nukunamo), за ним — остров Фоа.
Все поселения острова расположены на «внутреннем» западном берегу лагуны. Деревня Хаано является центром одноимённого района. Помимо острова Хаано, туда входит остров Моунгаоне (тонг. Moʻungaʻone) в 20 километрах к западу, а также несколько островов без постоянного населения. Всего на острове находится четыре деревни, суммарное население которых на 2011 год составляло 419 человек:
| Название (рус.) | Название (тонг.) | Население (1996) | Население (2006) | Население (2011) |
| --------------- | ---------------- | ---------------- | ---------------- | ---------------- |
| Хаано           | Haʻano           | 162              | 135              | 115              |
| Факакакаи       | Fakakakai        | 227              | 215              | 176              |
| Пукотала        | Pukotala         | 104              | 82               | 91               |
| Муитоа          | Muitoa           | 95               | 51               | 37               |